# 上海ユダヤ難民紀念館
上海ユダヤ難民紀念館（シャンハイ ユダヤなんみんきねんかん、上海ユダヤ難民記念館）は、当時の日本人居留地区内に日本軍が設定した無国籍租界地（現在の上海市虹口区）にあり、ナチス政権時（特に1933年 - 1941年にわたり）ヨーロッパから追われたユダヤ人たち2 - 3万人の中国での生活や当時の資料などが展示されている施設である。2007年に開設された。

## 概要
地下鉄12号線提籃橋駅2番出口から徒歩150ｍ。入館料：20元/人（2016年9月現在）。

### 展示
紀念館は本館（ユダヤ教旧会堂）と2棟の展示室からなり、本館は当時のユダヤ教会堂をそのまま利用し、2階一部と3階一部が資料館になっている。南側の展示室は映像を中心に、北側の展示室は当時の生活の様子や記録を見ることができる。また南館展示室には、ユダヤ人に命のビザを発給した外交官（杉原千畝や何鳳山など）の写真が展示されていた。
2015年の抗日戦争勝利70周年記念行事に合わせて改装されたが、展示は日本側の活動が負の側面を強調され、中国側の活動のみに焦点を当てた内容に変更された。杉原の写真は撤去され、何の銅像が展示室の入口に新設された。
中国側は、中国がユダヤ人保護をしたこととして、「世界記憶遺産」として国連教育科学文化機関（ユネスコ）に登録する申請作業を進めている。